# Arvid Kramer
Arvid Kramer (* 2. Oktober 1956 in Fulda, Minnesota) ist ein ehemaliger US-amerikanischer Basketballspieler und Sportmanager, der seit 1993 auch die deutsche Staatsbürgerschaft besitzt.

## NBA-Draft
Kramer stellt in den Annalen der NBA eine gewisse Kuriosität dar, da er zweimal in einer Expansion Draft von einem neuen Franchise-Team ausgewählt wurde, aber nie für diese Teams spielte. 1979 wurde er zunächst im regulären Draftverfahren vom Utah Jazz ausgewählt, spielte in der folgenden Saison jedoch acht Spiele für die Denver Nuggets. Bei der Expansion Draft 1980 wählten ihn die Dallas Mavericks aus. Er spielte aber nicht für das Franchise, sondern wechselte nach Europa. Bei der Erweiterung der Liga 1988 wählte ihn die Miami Heat, da die Mavericks noch die NBA-Rechte an Kramer besaßen. Die Heat war aber offenbar mehr an dem von den Mavericks angebotenen Pick für die reguläre Draft interessiert.

## Karriere in Europa
1980 spielte Kramer in Italien für Siena, die in dieser Saison aber aus der Lega Basket Serie A abstiegen. Über eine Station in Frankreich kam er nach Deutschland zum mehrfachen deutschen Meister TuS Bayer 04 Leverkusen, für den er in der Spielzeit 1982/83 in 27 Bundesliga-Spielen im Durchschnitt 20 Punkte erzielte. Anschließend kehrte er in die Vereinigten Staaten zurück, aber nach zwei Jahren ging Kramer, der mit einer Deutschen verheiratet war, ins Rheinland zurück und spielte für den TuS 1882 im Leverkusener Ortsteil Opladen in der 2. Basketball-Bundesliga. Im Laufe des Spieljahres 1987/88 erlitt Kramer eine Verletzung, die eine lange Pause notwendig machte. Zum Spieljahr 1988/89 wechselte Kramer zum Zweitligaaufsteiger Godesberger TV. In der Saison 1989/90 gelang ihm mit der Mannschaft der Sprung in die erste Basketball-Bundesliga, indem man damals einen freigewordenen Platz besetzte. In der Saison 1990/91 stieg man aber sofort wieder ab. Kramer war dann auf Seiten des Godesberger TV daran mitbeteiligt, dass man mit Fortuna Bonn zur BG Bonn 92 fusionierte, deren Profi-Mannschaft später, nach dem Einstieg der Deutschen Telekom als Sponsor, zu Telekom Baskets Bonn umbenannt wurde. Mit dem neuen Verein gelang ungeschlagen in der Saison 1995/96 der erneute Aufstieg in die Bundesliga. In seiner letzten Saison als aktiver Spieler mit inzwischen 40 Jahren gelang dem Aufsteiger dann der Einzug ins Finale um die deutsche Meisterschaft.
Kramer arbeitete danach nur noch als Sportmanager für den Verein und konnte mithelfen, diesen in der BBL zu etablieren. In seiner Zeit gelang bis auf die Saison 1997/98, in der man als Hauptrundenzweiter bereits im Viertelfinale ausschied, immer mindestens der Sprung ins Play-off-Halbfinale der vier besten deutschen Basketballmannschaften. 2004 verließ Kramer den Verein und kehrte in die USA zurück. Dort wurde er als Betreiber einer Basketballschule in San Diego tätig.  In Fallbrook trat er in den Schuldienst ein.

## Familie
Seine Kinder verbrachten einen großen Teil ihrer Schulzeit in San Diego. Seine 1994 in Bergisch Gladbach geborene Tochter Lisa war Volleyballspielerin an der University of San Diego. Sein Sohn Josh (* 24. November 1984) studierte zunächst in Worcester (Massachusetts) am College of the Holy Cross (erste NCAA-Division) Nach einem Jahr wechselte er zur Fortsetzung seines Studiums an die Concordia University in Irvine nahe San Diego, deren Basketball-Hochschulmannschaft in der NAIA spielt. Joshs acht Jahre jüngerer Bruder Dennis Kramer († 2023) begann nach dem Studium an der University of San Diego, wo er in der NCAA Division I für die Toreros gespielt hatte, als ehemaliger deutscher Juniorenauswahlspieler eine professionelle Karriere in Deutschland.